# Мацей, Майк
Майк Мацей (нем. Mike Maczey; род. 28 сентября 1972, Шлезвиг, Шлезвиг-Гольштейн) — немецкий легкоатлет, специалист по многоборьям. Выступал за сборную Германии по лёгкой атлетике в 1996—2004 годах, победитель Кубка Европы в личном и командном зачётах, двукратный чемпион Германии в десятиборье, участник летних Олимпийских игр в Сиднее.

## Биография
Майк Мацей родился 28 сентября 1972 года в городе Шлезвиг.
Впервые заявил о себе в лёгкой атлетике на взрослом международном уровне в сезоне 1996 года, когда вошёл в состав немецкой национальной сборной и выступил на чемпионате Европы в помещении в Стокгольме, где в программе семиборья стал седьмым.
В 1997 году впервые одержал победу на чемпионате Германии в десятиборье.
В 1998 году в семиборье показал девятый результат на чемпионате Европы в помещении в Валенсии, тогда как в десятиборье был восьмым на чемпионате Европы в Будапеште.
На чемпионате Германии 1999 года вновь превзошёл всех соперников в десятиборье и завоевал золотую медаль.
В июне 2000 года на международных соревнованиях Hypo-Meeting в Австрии установил личный рекорд в десятиборье — 8461 очко. Благодаря череде удачных выступлений удостоился права защищать честь страны на летних Олимпийских играх в Сиднее, однако здесь набрал в сумме всех дисциплин лишь 7228 очков (сошёл с дистанции в беге на 110 метров с барьерами), расположившись в итоговом протоколе соревнований на 25-й строке.
После сиднейской Олимпиады Мацей остался в составе легкоатлетической команды Германии на ещё один олимпийский цикл и продолжил принимать участие в крупнейших международных стартах. Так, в 2002 году он одержал победу в личном и командном зачётах на Кубке Европы по легкоатлетическим многоборьям в Быдгоще, финишировал шестым на домашнем чемпионате Европы в Мюнхене.
В 2004 году на Кубке Европы в Таллине стал восьмым в личном зачёте и помог своим соотечественникам выиграть серебряные медали мужского командного зачёта.